# Commonwealth Games 2010/Radsport
Bei den Commonwealth Games 2010 im indischen Neu-Delhi wurden im Radsport 18 Wettbewerbe ausgetragen, zehn für Männer und acht für Frauen.
Die Bahnrennen fanden in der Indira Gandhi Arena statt. Start und Ziel von Straßenrennen und Einzelzeitfahren befanden sich beim India Gate.

## Bahn Männer

### Sprint
| Platz | Land | Sportler         | Zeit (s)    |
| ----- | ---- | ---------------- | ----------- |
| 1     | AUS  | Shane Perkins    | 10,058 (CG) |
| 2     | AUS  | Scott Sunderland | 10,151      |
| 3     | SCO  | Ross Edgar       | 10,367      |
| 4     | NZL  | Sam Webster      | 10,390      |
| 5     | AUS  | Daniel Ellis     | 10,429      |
| 6     | NZL  | Edward Dawkins   | 10,430      |
| 7     | NZL  | Ethan Mitchell   | 10,440      |
| 8     | CAN  | Travis Smith     | 10,445      |

Datum: 7. Oktober 2010, 15:15 Uhr
CG: Commonwealth Games-Rekord

### Teamsprint
| Platz | Land | Sportler                                         | Zeit (s) |
| ----- | ---- | ------------------------------------------------ | -------- |
| 1     | AUS  | Daniel Ellis Jason Niblett Scott Sunderland      | 43,772   |
| 2     | NZL  | Edward Dawkins Ethan Mitchell Sam Webster        | 44,239   |
| 3     | MAS  | Azizulhasni Awang Josiah Ng Mohd Rizal Tisin     | 45,040   |
| 4     | SCO  | John Paul Chris Pritchard Callum Skinner         | 46,273   |
| 5     | TRI  | Njisane Phillip Christopher Sellier Threef Smart | 47,391   |
| 6     | IND  | Prince Hylem Bikram Singh Amrit Singh            | 50,216   |

Datum: 6. Oktober 2010, 13:25 Uhr

### 1000mZeitfahren
| Platz | Land | Sportler            | Zeit (min) |
| ----- | ---- | ------------------- | ---------- |
| 1     | AUS  | Scott Sunderland    | 1:01,411   |
| 2     | MAS  | Mohd Rizal Tisin    | 1:02,768   |
| 3     | NZL  | Edward Dawkins      | 1:02,777   |
| 4     | NZL  | Myron Simpson       | 1:03,449   |
| 5     | CAN  | Travis Smith        | 1:03,656   |
| 6     | RSA  | Bernard Esterhuizen | 1:04,421   |
| 7     | NZL  | Marc Ryan           | 1:04,521   |
| 8     | SCO  | Callum Skinner      | 1:05,095   |

Datum: 5. Oktober 2010, 14:10 Uhr

### 4000mEinerverfolgung
| Platz | Land | Sportler        | Zeit (min) |
| ----- | ---- | --------------- | ---------- |
| 1     | AUS  | Jack Bobridge   | 4:14,845   |
| 2     | NZL  | Jesse Sergent   | 4:16,751   |
| 3     | AUS  | Michael Hepburn | 4:19,598   |
| 4     | NZL  | Sam Bewley      | 4:19,612   |
| 5     | NZL  | Peter Latham    | 4:25,534   |
| 6     | NIR  | Martyn Irvine   | 4:28,803   |
| 7     | WAL  | Sam Harrison    | 4:33,341   |
| 8     | ENG  | George Atkins   | 4:34,490   |

Datum: 5. Oktober 2010, 15:10 Uhr

### 4000mMannschaftsverfolgung
| Platz | Land | Sportler                                                   | Zeit (min)    |
| ----- | ---- | ---------------------------------------------------------- | ------------- |
| 1     | AUS  | Jack Bobridge Michael Freiberg Michael Hepburn Dale Parker | 4:00,285 (CG) |
| 2     | NZL  | Sam Bewley Westley Gough Marc Ryan Jesse Sergent           | 4:03,443      |
| 3     | NIR  | Sean Downey Martyn Irvine Philip Lavery David McCann       | 4:22,669      |
| 4     | IND  | Vinod Malik Dayala Saran Satbir Singh Sombir               | 4:31,259      |
| 5     | WAL  | Sam Harrison Jon Mould Luke Rowe Rhys Lloyd                | DSQ           |

Datum: 6. Oktober 2010, 14:50 Uhr
CG: Commonwealth Games-Rekord

### Punktefahren
| Platz | Land | Sportler        | Punkte |
| ----- | ---- | --------------- | ------ |
| 1     | AUS  | Cameron Meyer   | 89     |
| 2     | ENG  | George Atkins   | 52     |
| 3     | IOM  | Mark Christian  | 37     |
| 4     | WAL  | Sam Harrison    | 37     |
| 5     | NZL  | Aaron Gate      | 24     |
| 6     | SCO  | Evan Oliphant   | 23     |
| 7     | NIR  | Martyn Irvine   | 13     |
| 8     | MAS  | Mohammed Othman | 11     |

Datum: 6. Oktober 2010, 14:10 Uhr

### Keirin
| Platz | Land | Sportler             |
| ----- | ---- | -------------------- |
| 1     | MAS  | Josiah Ng            |
| 2     | ENG  | David Daniell        |
| 3     | NZL  | Simon van Velthooven |
| 4     | AUS  | Jason Niblett        |
| 5     | ENG  | Peter Mitchell       |
| 6     | MAS  | Azizulhasni Awang    |
| 7     | AUS  | Shane Perkins        |
| 8     | CAN  | Travis Smith         |

Datum: 6. Oktober 2010, 14:05 Uhr

### Scratch
| Platz | Land | Sportler         |
| ----- | ---- | ---------------- |
| 1     | AUS  | Cameron Meyer    |
| 2     | AUS  | Michael Freiberg |
| 3     | CAN  | Zach Bell        |
| 4     | NZL  | Marc Ryan        |
| 5     | SCO  | Evan Oliphant    |

Datum: 7. Oktober 2010, 13:00 Uhr

## Straße Männer

### Straßenrennen
| Platz | Land | Sportler           | Zeit (h) |
| ----- | ---- | ------------------ | -------- |
| 1     | AUS  | Allan Davis        | 3:49:48  |
| 2     | NZL  | Hayden Roulston    | 3:49:48  |
| 3     | SCO  | David Millar       | 3:49:48  |
| 4     | AUS  | Christopher Sutton | 3:49:52  |
| 5     | NIR  | David McCann       | 3:49:59  |
| 6     | CAN  | Dominique Rollin   | 3:50:10  |
| 7     | IOM  | Mark Cavendish     | 3:50:47  |
| 8     | NZL  | Gordon McCauley    | 3:50:57  |

Datum: 10. Oktober 2010, 13:00 Uhr

### Einzelzeitfahren
| Platz | Land | Sportler           | Zeit (min) |
| ----- | ---- | ------------------ | ---------- |
| 1     | SCO  | David Millar       | 47:18,66   |
| 2     | ENG  | Alex Dowsett       | 48:13,48   |
| 3     | AUS  | Luke Durbridge     | 48:19,22   |
| 4     | NIR  | Michael Hutchinson | 49:32,90   |
| 5     | ENG  | Christopher Froome | 49:38,83   |
| 6     | AUS  | Rohan Dennis       | 50:21,56   |
| 7     | CAN  | Zachary Bell       | 50:35,42   |
| 8     | NZL  | Jack Bauer         | 50:48,51   |

Datum: 13. Oktober 2010, 13:00 Uhr

## Bahn Frauen

### Sprint
| Platz | Land | Sportlerin       | Zeit (s)    |
| ----- | ---- | ---------------- | ----------- |
| 1     | AUS  | Anna Meares      | 11,140 (CG) |
| 2     | AUS  | Kaarle McCulloch | 11,440      |
| 3     | WAL  | Rebecca James    | 11,458      |
| 4     | AUS  | Emily Rosemond   | 11,504      |
| 5     | CAN  | Monique Sullivan | 11,949      |
| 6     | SCO  | Jenny Davies     | 12,353      |
| 7     | SCO  | Charline Joiner  | 12,435      |
| 8     | IND  | Mahitha Mohan    | 12,635      |

Datum: 7. Oktober 2010, 15:05 Uhr
CG: Commonwealth Games-Rekord

### Team-Sprint
| Platz | Land | Sportlerinnen                        | Zeit (s) |
| ----- | ---- | ------------------------------------ | -------- |
| 1     | AUS  | Kaarle McCulloch Anna Meares         | 33,811   |
| 2     | SCO  | Jenny Davis Charline Joiner          | 35,908   |
| 3     | CAN  | Monique Sullivan Tara Whitten        | 37,094   |
| 4     | IND  | Rameshwori Devi Rejani Vijaya Kumari | 38,344   |

Datum: 6. Oktober 2010, 13:25 Uhr

### 500m Zeitfahren
| Platz | Land | Sportlerin       | Zeit (s) |
| ----- | ---- | ---------------- | -------- |
| 1     | AUS  | Anna Meares      | 33,758   |
| 2     | AUS  | Kaarle McCulloch | 34,780   |
| 3     | WAL  | Rebecca James    | 35,236   |
| 4     | CAN  | Monique Sullivan | 36,238   |
| 5     | SCO  | Jenny Davis      | 36,416   |
| 6     | NZL  | Alison Shanks    | 36,565   |
| 7     | ENG  | Anna Blyth       | 36,807   |
| 8     | SCO  | Charline Joiner  | 37,539   |

Datum: 5. Oktober 2010, 13:30 Uhr

### 3000m Einerverfolgung
| Platz | Land | Sportlerin        | Zeit (min) |
| ----- | ---- | ----------------- | ---------- |
| 1     | NZL  | Alison Shanks     | 3:30,875   |
| 2     | ENG  | Wendy Houvenaghel | 3:32,137   |
| 3     | CAN  | Tara Whitten      | 3:35,810   |
| 4     | NZL  | Jaime Nielsen     | 3:39,923   |
| 5     | AUS  | Josephine Tomic   |            |
| 6     | ENG  | Sarah Storey      |            |
| 7     | ENG  | Laura Trott       |            |
| 8     | NZL  | Lauren Ellis      |            |

Datum: 8. Oktober 2010, 13:05 Uhr

### Punktefahren
| Platz | Land | Sportlerin         | Punkte |
| ----- | ---- | ------------------ | ------ |
| 1     | AUS  | Megan Dunn         | 45     |
| 2     | NZL  | Lauren Ellis       | 40     |
| 3     | CAN  | Tara Whitten       | 36     |
| 4     | ENG  | Katie Colclough    | 24     |
| 5     | NIR  | Heather Wilson     | 22     |
| 6     | NZL  | Joanne Kiesanowski | 14     |
| 7     | NZL  | Rushlee Buchanan   | 9      |
| 8     | AUS  | Belinda Goss       | 8      |

Datum: 6. Oktober 2010, 12:30 Uhr

### Scratch
| Platz | Land | Sportlerin         |
| ----- | ---- | ------------------ |
| 1     | AUS  | Megan Dunn         |
| 2     | NZL  | Joanne Kiesanowski |
| 3     | ENG  | Anna Blyth         |
| 4     | WAL  | Alex Greenfield    |
| 5     | AUS  | Belinda Goss       |
| 6     | WAL  | Hannah Rich        |
| 7     | NZL  | Rushlee Buchanan   |
| 8     | SCO  | Kate Cullen        |

Datum: 7. Oktober 2010, 13:00 Uhr

## Straße Frauen

### Straßenrennen
| Platz | Land | Sportlerin           | Zeit (h) |
| ----- | ---- | -------------------- | -------- |
| 1     | AUS  | Rochelle Gilmore     | 2:39:30  |
| 2     | ENG  | Elizabeth Armitstead | 2:39:30  |
| 3     | AUS  | Chloe Hosking        | 2:39:30  |
| 4     | NZL  | Joanne Kiesanowski   | 2:39:30  |
| 5     | WAL  | Nicole Cooke         | 2:39:30  |
| 6     | CAN  | Joëlle Numainville   | 2:39:30  |
| 7     | CAN  | Tara Whitten         | 2:39:30  |
| 8     | RSA  | Carla Swart          | 2:39:30  |

Datum: 10. Oktober 2010, 09:00 Uhr

Das Rennen über 120 km wurde erst im Zielsprint entschieden. Ein Feld von 16 Fahrerinnen kam in derselben Zeit über die Ziellinie, die Australierin Rochelle Gilmore sicherte sich Gold.

### Einzelzeitfahren
| Platz | Land | Sportlerin        | Zeit (min) |
| ----- | ---- | ----------------- | ---------- |
| 1     | CAN  | Tara Whitten      | 38:59,30   |
| 2     | NZL  | Linda Villumsen   | 39:04,15   |
| 3     | ENG  | Julia Shaw        | 39:09,52   |
| 4     | AUS  | Alexis Rhodes     | 39:22,54   |
| 5     | NZL  | Melissa Holt      | 39:22,96   |
| 6     | NIR  | Wendy Houvenaghel | 39:34,97   |
| 7     | AUS  | Victoria Whitelaw | 40:05,47   |
| 8     | ENG  | Emma Trott        | 40:19,52   |

Datum: 13. Oktober 2010, 10:30 Uhr

## Medaillenspiegel
| Platz | Land        | Gold | Silber | Bronze | Gesamt |
| ----- | ----------- | ---- | ------ | ------ | ------ |
| 1     | Australien  | 14   | 4      | 3      | 21     |
| 2     | Neuseeland  | 1    | 7      | 2      | 10     |
| 3     | Schottland  | 1    | 1      | 2      | 4      |
| 4     | Malaysia    | 1    | 1      | 1      | 3      |
| 5     | Kanada      | 1    | -      | 4      | 5      |
| 6     | England     | -    | 5      | 2      | 7      |
| 7     | Wales       | -    | -      | 2      | 2      |
| 9     | Isle of Man | -    | -      | 1      | 1      |
|       | Nordirland  | -    | -      | 1      | 1      |